# Milionia megadema
Milionia megadema là một loài bướm đêm trong họ Geometridae.